# Cefapirin
Cefapirin ist ein Antibiotikum, welches bei Infektionen durch anfällige Bakterien verwendet wird. Es wird semisynthetisch hergestellt und gehört zur Klasse der Cephalosporine der 1. Generation.
Cefapirin ist in Deutschland lediglich für die Verwendung bei Tieren zugelassen, in der Humanmedizin wird es nicht verwendet.

## Indikation
Cefapirin weist ein breites Wirkungsspektrum gegen grampositive und gramnegative Organismen auf. Cefapirin ist daher wie die meisten Cephalosporinen bei vielen Infektionen wie zum Beispiel einer Mittelohrentzündung oder Harnwegsinfektionen wirksam. Gegenüber Beta-Lactamasen ist Cefapirin resistenter als Penicilline. Es ist daher gegen Staphylokokken-Infektionen einsetzbar.
In der Tiermedizin wird Cefapirin zur Behandlung von oder Vorbeugung gegen Mastitis bei Kühen angewendet, ferner zur Behandlung der subakuten und chronischen Endometritis der Kuh.

## Wirkungsprinzip
Die Cefapirin-Moleküle binden sich an spezifische Penicillin-bindende Proteine, welche sich in der bakteriellen Zellwand befinden. Dadurch wird die weitere Synthese der bakteriellen Zellwand gehindert.

## Applizierung
Cefapirin wird intramammär (das heißt durch den Zitzenkanal in die Milchdrüse) oder intrauterin verabreicht.

## Chemisch-pharmazeutische Angaben
Pharmazeutisch eingesetzt werden das wasserlösliche Cefapirin-Natrium und das Cefapirin-Benzathin (2:1).
Cefapirin sollte trocken und bei Raumtemperatur gelagert werden, so kann es 24 Monate lang verwendet werden. Eine rekonstituierte Lösung hält sich bei Raumtemperatur 12 Stunden und im Kühlschrank 10 Tage. Dabei können Farbveränderungen auftreten, welche jedoch nicht für einen Wirkungsverlust sprechen.

## Nebenwirkungen
Die häufigsten Nebenwirkungen sind Überempfindlichkeitsreaktionen und Veränderungen der Leberfunktion. Jedoch konnten auch Anzeichen von Störungen der weißen Blutkörperchen und Anämie festgestellt werden.

## Synthese
Die Synthese von Cefapirin geschieht über eine Semisynthese, welches in diesem Fall die Acylierung einer Aminogruppe bedeutet. Die zu acylierende  7-Aminocephalospransäure (kurz 7-ACA) wird dabei durch eine chemische Reaktion aus Penicillin G mithilfe von N,N′-Bis(trimethylsilyl)harnstoff umgewandelt. Das 7-ACA wird dann in einer enthydrochlorierenden Umgebung acyliert.

## Handelsnamen (Tiermedizin)
Monopräparate
Cefa-Safe (D), Metricure (D)
Kombinationspräparate
mit Prednisolon: Mastiplan LC (D)